# وفاة عالم رياضيات نابولي
وفاة عالم رياضيات نابولي (بالإيطالية: Morte di un matematico napoletano)‏ هو فيلم دراما إيطالي من إخراج ماريو مارتون. صدر الفيلم عام 1992، وهو يتناول السيرة الذاتية لعالم الرياضيات الإيطالي ريناتو كاشيوبولي والمراحل الأخيرة من حياته خاصة الفترة القصيرة قبل انتحاره عام 1959.
نال الفيلم جائزة لجنة التحكيم في مهرجان البندقية السينمائي الدولي عام 1992.

## القصة
ليلة الأول من ماي عام 1959، وفي غرفة الانتظار التي تحمل اسم Stazione Termini في روما، قُبض على رجل في حالة سكر متقدمة من قبل الشرطة المحلية. هذا المتشرد مدمن الكحول في الواقع لم يكن سوى ريناتو كاشيوبولي عالم الرياضيات الشهير والبروفيسور في جامعة نابولي. بعد التعرف على هويته؛ تُطلق الشرطة سراحه ويعود البروفيسور إلى المنزل في أول قطار لمحته عيناه، بعدما يصل إلى مدينته الأم يتجول في شوارع نابولي، ويعبر مسارات عديدة وهو يدرسها ويهندسها بطريقة رياضية. وتبدأ الصورة في الوضوح؛ مسترجعا بذلك ريناتو كل تفاصيل حياته إلى أن يُقرر الذهاب إلى نقطة اللا عودة والانتحار وذلك في 8 أيار/مايو من نفس السنة.

## طاقم التمثيل
| الممثل              | الدور            | تفاصيل الدور |
| ------------------- | ---------------- | --- |
| كارلو شيشى          | ريناتو كاشيوبولي | بطل الفيلم، وهو عالم الرياضيات الإيطالي الذي يُقرر إنهاء حياته لعدة أسباب من بينها الوقوح في فخ إدمان الكحول والإكتئاب |
| آنا بونايوتو        | آنا              | |
| ريناتو كاربينتييري  | لويجي كاشيوبولو  | |
| توني سيرفيلو        | بيترو            | عالم رياضيات آخر والصديق المقرب من ريناتو                                                                             |
| لوشيا ماجليتا       | إميليا           | زوجة لويجي |
| أنتونيو نويلر       | الدون سامبليشي   | |
| اليساندرا ديليا     | ستيلا            | عروس بيترو |
| فولفيا كاروتينتو    | لينا             | خادمة |
| روبرتو دي فرانشيسكو | ليوناردو         | |
| أندريا رينزي        | ليو              | |
| لوسيو أميليو        | ماركيز           | |
| فيرا لومباردي       | ماريا باكونين    | |
| أليسا فوا           | أديل باكونين     | |

## استقبال
تلقى الفيلم العديد من الجوائز، بما في ذلك جائزة لجنة التحكيم وجائزة كوداك سينيكريتيكا في نهاية مهرجان البندقية السينمائي الدولي عام 1992. خلال هذا المهرجان، مُنح كارلو شيشى بطل الفيلم الذي جسد شخصية العالم الرياضياتي مُنح جائزة باسينيتي (بالإيطالية:  Pasinetti)‏ كأفضل ممثل. كما تم تكريم ممثلين آخرين شاركوا في الفيلم على رأسهم ديفيد دي دوناتيلو.

## روابط خارجية
- وفاة عالم رياضيات نابولي على موقع IMDb (الإنجليزية)
- وفاة عالم رياضيات نابولي على موقع Turner Classic Movies (الإنجليزية)
- وفاة عالم رياضيات نابولي على موقع أول موفي (الإنجليزية)
- وفاة عالم رياضيات نابولي على موقع فيلمافينيتي (الإسبانية)
- وفاة عالم رياضيات نابولي على موقع قاعدة بيانات الأفلام السويدية (السويدية)
- وفاة عالم رياضيات نابولي على موقع قاعدة بيانات الفيلم (الإنجليزية)
- وفاة عالم رياضيات نابولي على موقع ليتربوكسد (الإنجليزية)
- وفاة عالم رياضيات نابولي على موقع كينوبويسك (الروسية)

### رابط خارجي
وفاة عالم رياضيات نابولي  في قاعدة بيانات الأفلام على الإنترنت (بالإنجليزية)